# 3534 Sax
3534 Sax è un asteroide della fascia principale. Scoperto nel 1936, presenta un'orbita caratterizzata da un semiasse maggiore pari a 2,7563611 UA e da un'eccentricità di 0,1928851, inclinata di 7,65394° rispetto all'eclittica.